# Gran Premi d'Espanya de Motocròs 250cc 1970
L'edició de 1970 del Gran Premi d'Espanya de Motocròs 250cc fou la 9a d'aquesta prova. Organitzat per la Penya Motorista 10 x Hora, el Gran Premi era la primera prova del Campionat del Món d'aquell any i tingué lloc el cap de setmana del 11 i 12 d'abril al Circuit del Vallès, en terrenys de l'antiga Mancomunitat Sabadell-Terrassa (actualment dins el terme municipal de Terrassa). Hi participaren 35 pilots de 19 països diferents i hi assistiren 25.000 espectadors.

## Curses

### Primera mànega
| Posició | Pilot           | Motocicleta |
| ------- | --------------- | ----------- |
| 1       | Joël Robert     | Suzuki      |
| 2       | Sylvain Geboers | Suzuki      |
| 3       | Bryan Wade      | Greeves     |
| 4       | Malcolm Davis   | AJS         |
| 5       | Olle Pettersson | Suzuki      |
| 6       | Torsten Hallman | Husqvarna   |
| 7       | Jiri Stodulka   | ČZ          |
| 8       | Roger De Coster | CZ          |
| 9       | Bengt Arne Bonn | AJS         |
| 10      | Heikki Mikkola  | Husqvarna   |

### Segona mànega
| Posició | Pilot           | Motocicleta |
| ------- | --------------- | ----------- |
| 1       | Joël Robert     | Suzuki      |
| 2       | Torsten Hallman | Husqvarna   |
| 3       | Sylvain Geboers | Suzuki      |
| 4       | Roger De Coster | ČZ          |
| 5       | Malcolm Davis   | AJS         |
| 6       | Bryan Wade      | Greeves     |
| 7       | Jiri Stodulka   | CZ          |
| 8       | Olle Pettersson | Suzuki      |
| 9       | Gaston Rahier   | CZ          |
| 10      | Marcel Wiertz   | Bultaco     |

## Classificació final
| Posició | Pilot           | Motocicleta | Punts |
| ------- | --------------- | ----------- | ----- |
| 1       | Joël Robert     | Suzuki      | 2     |
| 2       | Sylvain Geboers | Suzuki      | 5     |
| 3       | Torsten Hallman | Husqvarna   | 8     |
| 4       | Bryan Wade      | Greeves     | 9     |
| 5       | Malcolm Davis   | AJS         | 9     |
| 6       | Roger De Coster | ČZ          | 12    |
| 7       | Olle Pettersson | Suzuki      | 13    |
| 8       | Jiri Stodulka   | CZ          | 14    |
| 9       | Gaston Rahier   | CZ          | 20    |
| 10      | Heikki Mikkola  | Husqvarna   | 22    |